# Enter My Silence
Enter My Silence is een melodieuze deathmetalband uit Finland, die werd opgericht in 1996. Niklas Sundin, tevens de ontwerper van het album Character van Dark Tranquillity heeft ook de cover van het album Remotecontrolled Scythe ontworpen.

## Discografie
- demo (1996)
- demo (1997)
- Sophia's Eye (1998)
- Remotecontrolled Scythe (2001)
- Coordinate D1SA5T3R (2006)

## Bandleden
- Mika Lisitzin - vocalen
- Arto Huttunen - gitaar
- Tuomas Jäppinen - gitaar
- Ville Friman - basgitaar
- Teemu Hokkanen - drums